# Yvetot Challenger 1992
L'Yvetot Challenger 1992 è stato un torneo di tennis facente parte della categoria ATP Challenger Series nell'ambito dell'ATP Challenger Series 1992. Il torneo si è giocato a Yvetot in Francia dall'8 al 14 giugno 1992 su campi in terra rossa.

## Vincitori

### Singolare
Ronald Agénor ha battuto in finale  Àlex Corretja con il punteggio di 6–4, 2–6, 7–5

### Doppio
Marten Renström /  Mikael Tillström hanno battuto in finale  Jaime Oncins /  Tomáš Anzari con il punteggio di 7–6, 5–7, 6–2